# Ausztrálfakusz-félék
Az ausztrálfakusz-félék (Climacteridae) a madarak osztályának verébalakúak (Passeriformes) rendjébe tartozó család.

## Rendszerezésük
A családot Edmond de Sélys Longchamps írta le 1839-ben; jelenleg az alábbi 2 nem és 7 faj tartozik ide:
- Cormobates Mathews, 1922 – 2 faj
  - pápua földifakusz (Cormobates placens)
  - fehértorkú földifakusz (Cormobates leucophaeus)

- Climacteris Temminck, 1820 – 5 faj
  - vörösszemű ausztrálfakusz (Climacteris erythrops)
  - aranytükrös ausztrálfakusz (Climacteris affinis)
  - rozsdáshasú ausztrálfakusz (Climacteris rufus vagy Climacteris rufa)
  - barna ausztrálfakusz (Climacteris picumnus)
  - feketefarkú ausztrálfakusz (Climacteris melanurus vagy Climacteris melanura)

## Előfordulásuk
A pápua földifakusz Új-Guinea szigetén, a család többi tagja Ausztrália területén honos. A természetes élőhelyük szubtrópusi és trópusi erdők, szavannák és cserjések. Állandó, nem vonuló fajok.

## Megjelenésük
Testhosszuk 14–19 centiméter közötti.

## Életmódjuk
Többségük a fák kérge alatt keresgéli rovarokból álló táplálékukat, de egyes fajok a talajon is vadásznak. Kinézetükben és életmódjukban hasonlítanak, a fakuszfélékhez (Certhiidae), de nem közvetlen rokonaik. Az oda tartozó fajokkal ellentétben, farkukat nem használják támaszkodásra, a fákon való közlekedéshez.